# Секрети домашніх тварин
«Секрети домашніх тварин» (англ. The Secret Life of Pets) — американський комедійний анімаційний фільм, знятий Крісом Рено та Ярроу Чейні. Прем'єра стрічки в Україні відбулась 31 серпня 2016 року. Фільм розповідає про тер'єра Макса, який повинен зупинити кролика Сніжка з цілою армією безпритульних тварин.

## Озвучення
- Луї Сі Кей — тер'єр Макс
- Ерік Стоунстріт — ньюфаундленд Дюк
- Дженні Слейт — померанський шпіц Ґіджет
- Кевін Гарт — кролик Сніжок
- Еллі Кемпер — Кеті (власниця Макса і Дюка)
- Лейк Белл — киця Хлоя
- Дейна Карві — басет-гаунд Попс
- Ганнібал Бересс — такса Бадді
- Боббі Мойніхан — мопс Мел
- Тара Стронг — папуга Світпі
- Стів Куган — сфінкс Озон
- Кріс Рено — морська свинка Норман

## Український дубляж
- Андрій Федінчик — тер'єр Макс
- Сергій Солопай — ньюфаундленд Дюк
- Сергій Притула — кролик Сніжок
- Анастасія Жарнікова-Зіновенко — померанський шпіц Бріджет
- Євген Малуха — басет-гаунд Батя
- Павло Шилько — такса Бодя
- Олеся Жураківська — киця Хлоя
- Дмитро Бузинський — морська свинка Шнобель/Норман
- Назар Задніпровський — мопс Мотя

А також: Марина Андрощук, Валерій Легін та інші.
Фільм дубльовано студією «Le Doyen» на замовлення компанії «B&H Film Distribution» у 2016 році.
- Переклад — Сергія Ковальчука
- Режисер дубляжу — Анна Пащенко
- Звукорежисер — Микита Будаш
- Звукорежисер перезапису — Олег Кульчицький
- Координатор проекту — Аліна Гаєвська
- Диктор — Кирило Нікітенко
- Мікс дубляжної версії здійснено на студії «Le Doyen»

## Виробництво
Проект фільму був оголошений 24 січня 2014 року, а актори Луї Сі Кей, Ерік Стоунстріт і Кевін Гарт були призначені для озвучення головних героїв.

## Нагороди й номінації
| Список нагород і номінацій    | Список нагород і номінацій | Список нагород і номінацій     | Список нагород і номінацій                                                | Список нагород і номінацій | Список нагород і номінацій |
| Кінопремія                    | Дата церемонії             | Категорія                      | Номінант(и)                                                               | Результат                  | Дж                         |
| ----------------------------- | -------------------------- | ------------------------------ | ------------------------------------------------------------------------- | -------------------------- | -------------------------- |
| Cinema Audio Society Awards   | 18 лютого 2017             | Найкращий звук у мультфільмі   | Карлос Сатолонго, Гері А. Ріццо, Девід Еккорд, Френк Вулф, Джейсон Батлер | Номінація                  | [ 4 ]                      |
| Премія Гільдії продюсерів США | 28 січня 2017              | Найкращий продюсер мультфільму | Кріс Меледандрі, Джанет Гілі                                              | Номінація                  | [ 5 ]                      |